# 飯塚くに
飯塚 くに（いいづか くに、明治33年（1900年）2月10日 - 平成6年（1994年）10月27日）は、日本舞踊家。英文学者・坪内逍遥の養女。夫は演劇研究家の飯塚友一郎。成女学校卒業。

## 人物
写真家・能笛家として知られた鹿嶋清兵衛と、その妻で元芸者新橋玉ノ屋ぽん太こと、鹿嶋ゑつとの間に生まれた三女で、6歳のとき坪内逍遥の養女として迎えられる。逍遥は、くにを先に養子にしていた坪内士行（坪内ミキ子の父）の嫁にしようと考えていたが、士行がアメリカ留学から戻った際、アメリカ人女性と結婚したいと申し出たため、くにとの結婚を諦め、士行との養子縁組を解消した。
夫の飯塚友一郎は弁護士で家業は牛込の酒店であったが、家を省みず演劇研究に没頭し、後に日本大学芸術学部の事実上の創設者となったが、くににとっては苦労が絶えなかったという。息子は、建築構造学の権威、横浜国立大学教授の飯塚五郎蔵（1921年 - 1993年）。近い縁戚に邦楽家・桃山晴衣（鹿島晴江）が、遠い姻戚に女優河内桃子がいる。
くにの両親は、長谷川時雨『近代美人伝』（鹿島恵津子）、長谷川伸『明治の女』『明治の男』に詳しい。
森鷗外の小説『百物語』の主人公・飾磨屋勝兵衛と芸者太郎のモデルとなったことでも知られる。

## 回想録
- 『父・逍遥の背中』 飯塚くに 述、小西聖一 編、中央公論社、1994年。中公文庫、1997年 - 晩年の坪内逍遥が詳しい。